# Theodor Ravn
Johan Theodor Ravn, född den 23 mars 1820, död den 7 november 1913, var en dansk militär.
Ravn blev 1838 löjtnant och deltog 1849-50 i de viktigaste träffningarna, särskilt vid Fredericia och Isted. År 1864 förde han en bataljon vid Dybböls försvar och i striden den 18 april, överste blev han 1867. Åren 1871-82 var han stabschef vid 2:a generalkommandot (Jylland och Fyn) samt sedan generalmajor och brigadchef till sitt avsked, 1890. Han fick 1865 i uppdrag att utarbeta en Fremstilling af krigsbegivenhederne paa Als (utgiven 1870) och hade 1884-86 att omarbeta härens tjänstgöringsreglemente.